# Synema variabile
Synema variabile es una especie de araña cangrejo del género Synema, familia Thomisidae, orden Araneae.

## Distribución
Esta especie se encuentra en Etiopía.

## Taxonomía
Fue descrita por Caporiacco en 1939.
Tratamiento taxonómico
La especie aparece registrada y publicada en Arachnida. in: Missione biologica nel paese dei Borana. Raccolte zoologiche.Reale Accademia d’Italia Roma 3: 303–385.